# بنوآ ژکو
بنوآ ژکو (فرانسوی: Benoît Jacquot‎؛ زادهٔ ۵ فوریهٔ ۱۹۴۷) یک کارگردان و فیلم‌نامه‌نویس اهل فرانسه است. وی از سال ۱۹۷۵ میلادی تاکنون مشغول فعالیت بوده‌است.
وی کارگردان فیلم‌هایی همچون توسکا و ساد بوده است.
او در فیلم پازل چینی هم بازی کرده است.